# 磁性
物理学において磁性（じせい、英: magnetism）とは、物質が原子あるいは原子よりも小さいレベルで磁場に反応する性質であり、他の物質に対して引力や斥力を及ぼす性質の一つである。磁気（じき）とも言う。

## 概要
磁性は様々に分類がなされている。例えば、磁性の分類の中では強磁性がよく知られているが、強磁性を持つ物質は自ら持続的な磁場を生み出し得る。また、電流などによっても磁場は発生する。ところで、あらゆる物質は程度の差こそあれ、磁場によって何らかの影響を受ける。磁場に引き付けられる物質もあれば（常磁性）、磁場に反発する物質もある（反磁性）。さらに、磁場と複雑な関係を有する物質もある。しかも、ある物質の磁性状態（または相）は、温度（あるいは圧力や周囲の磁場）に依存するため、1つの物質であっても温度などの条件によって様々な磁性を示すことがある。ただし、ほとんどの場合、磁場によって物質が受ける影響は、特別な装置を使わなければ検出できないほど小さい。中でも、磁場の影響が無視できる物質は非磁性 (non-magnetic) 物質と呼ばれ、これには例えば、銅、アルミニウム、一般的な気体、合成樹脂などが含まれる。非磁性物質に対して、特別な装置など使わずとも容易に判るほど強い磁性を示す物質（強磁性物質）として、ある種の鋼のような人工的な鉄合金がよく知られている。また、磁鉄鉱（天然磁石）や磁硫鉄鉱などといった鉱物も強磁性物質であり、その名に「磁石」の「磁」が付いていることからも明らかなように、人間が手を加えるまでもなく、磁力を持っていることが見て取れる磁石が天然に生成される場合もあることが知られている。
磁力は、電荷の運動によって引き起こされる基本的な力である。磁力を支配する場の起源と振る舞いはマクスウェル方程式で記述される（ビオ・サバールの法則も参照のこと）。そのため磁気は電荷を持つ粒子が運動をすればいつでも現れる。磁気・磁性は電流の中の電子の運動によって発生して電磁気と呼ばれたり、電子の量子力学的な軌道運動（電子は太陽を周る惑星のような軌道運動を行なっているわけではないが、「実効的な電子の速度」は存在する）やスピンによって生じ、永久磁石の力の源となったりする。

## 歴史
電気と磁気の関係の解明は1819年、コペンハーゲン大学の教授だったハンス・クリスティアン・エルステッドが電流によって方位磁針が影響を受けることを発見したのが始まりである。その後、アンドレ＝マリ・アンペール、カール・フリードリヒ・ガウス、マイケル・ファラデーといった人々が実験を行い、電気と磁気の関係をさらに明らかにしていった。ジェームズ・クラーク・マクスウェルはそれまでの知見をマクスウェルの方程式にまとめ、電気と磁気と光学を一分野にまとめた電磁気学を生み出すことになった。1905年、アインシュタインはそこから特殊相対性理論を生み出した。
古典電磁気学は19世紀末には完成していたものの、物質の磁性の起源を本格的に議論するには、20世紀初頭の量子力学の成立を待たねばならなかった。これは、ボーア＝ファン・リューエンの定理のために、マクロな古典系においては物質の磁性を説明できないためである。
量子力学の成立以後、電子や原子核の持つスピン角運動量が微視的な物質中の磁性の起源の本質である事が認識された。
量子力学の成立においても中心的な役割を果たしたヴェルナー・ハイゼンベルクは、量子論に基づく強磁性体の理論を1928年に提出した。ハイゼンベルクの理論を始めとして、量子力学を用いた物質の磁性の研究が本格的に始まったが、原子核近傍に局在した電子が磁性を担っているとするハイゼンベルクの理論に対立して、
フェリックス・ブロッホ、エドマンド・ストーナー等が物質中を遍歴する電子が磁性を担っているとする遍歴電子理論を擁立し、どちらの理論が的を射ているのか、30年に渡って論争が続いた。その間も、ネール反強磁性、弱強磁性等、新しい磁気構造の発見、説明が行われた。局在電子理論vs遍歴電子理論の戦いは、結局の所それぞれの理論が有効な物質が見つかり、どちらの理論もある程度的を射ている事が明らかになった。
1949年になると、ネヴィル・モットによって、電子相関に伴う遍歴電子の局在化の概念がもたらされ、1959年にはフィリップ・アンダーソンによってモットの概念を用いてハバード・モデルにおける電子の局在化の基礎付けがなされた。これによって、遍歴電子と局在電子を統一的に扱う枠組みが確立した。
この功績によってモットとアンダーソンは、同じく磁性について研究していたジョン・ヴァン・ブレックと共に、1977年ノーベル物理学賞を受賞した(授賞理由:磁性体と無秩序系の電子構造の基礎理論的研究)。
20世紀後半になると、銅酸化物系高温超伝導体と磁気秩序の関連、磁性の工業的利用、スピントロニクスの発展等から、物質中の電子の持つスピンの性質に対するより深い理解への欲求が強まり、物質中の磁気秩序の解明が進んだ。
物質中の磁気構造を人工的に操作することも可能になり、磁区と呼ばれる強磁性の構造に情報を記録するハードディスクドライブも実用化された。

## 磁性の源
磁性と角運動量には密接な関係があり、微視的には「磁化による回転」を示すアインシュタイン・ド＝ハース効果と、その逆の「回転による磁化」を示すバーネット効果がある。
原子およびそれよりさらに小さいスケールでは、この関係は磁気モーメントと角運動量の比、すなわち磁気回転比で表される。
磁性の源泉は2種類ある。
- 電流または移動する電荷によって磁場が形成される（マクスウェルの方程式）
- 多くの素粒子はゼロでない「真性」（または「スピン」）磁気モーメントを持つ。それぞれの粒子に質量と電荷があるように、ゼロでない磁気モーメントを持つことがある。

物体が磁性を持つ物理的原因は、電流の場合とは異なり、原子に生じる磁気双極子である。原子スケールでの磁気双極子、あるいは磁気モーメントは、電子の2種類の運動によって生じる。1番目は原子核の周りを回る電子の軌道運動である。これは電流のループと見なすことができ、原子の軸方向に軌道磁気モーメントを生じる。2番目の、もっとずっと強い磁気モーメントの源は、スピンと呼ばれる量子力学的な性質である。これはスピン磁気モーメントと呼ばれる。なお原子核にも磁気モーメントは存在するが、一般に電子のそれの数千分の1の強さしかなく、物質の磁性にはほとんど影響しない。しかし、例えば核磁気共鳴 (NMR) や核磁気共鳴画像法 (MRI) は、その原子核の磁気モーメントを利用している。
原子の全体的な磁気モーメントは、個々の電子の磁気モーメントの総和になる。磁気双極子は互いに反発してエネルギーを小さくしようとするため、軌道運動においてもスピン磁気モーメントにおいても、いくつかの電子のペアが持つ反対向きの磁気モーメントは互いに打ち消しあう。このため、電子殻や副殻が完全に満たされている原子では磁気モーメントは通常は完全に打ち消される。磁気モーメントを持つのは電子殻が部分的に満たされている原子だけであり、その強さは不対電子の数で決まる。
そのため、様々な元素ごとの電子配置の違いが原子の磁気モーメントの性質や強さを決めており、また様々な物質の磁気的な特性の違いをも決めている。また、温度によっても磁気的特性は変化する（高温では無作為な分子の運動によって電子が一定方向にそろって運動し続けるのが困難になる）。様々な物質で以下のようないくつかの形態の磁気的な振る舞いが見られる。

## 様々な磁性

### 反磁性
反磁性はあらゆる物質に存在し、磁場に反発する傾向を示す。しかし、常磁性（外部の磁場を強化する傾向）のある物質では常磁性が支配的になる。したがって、あらゆる物質が反磁性を持つにもかかわらず、反磁性的現象は反磁性しか持たない物質でしか観測されない。反磁性物質では電子は必ず対になっており、電子のスピン磁気モーメントは常に相殺されて巨視的効果を全く引き起こさない。その場合、磁化は電子の軌道運動から生じ、古典的には次のように理解できる。

物質を磁場に置くと、原子核の周囲を回っている電子は原子核との間のクーロン力に加えて磁場によるローレンツ力を受けることになる。電子の運動の方向によって、向心力が強まって電子が原子核に引き寄せられたり、逆に引き離されたりする。このため、磁場と逆向きの軌道磁気モーメントを持つ電子の磁気モーメントは強くなり、磁場と同じ方向の軌道磁気モーメントを持つ電子の磁気モーメントは弱められる（レンツの法則）。結果として、物質全体では磁場とは逆向きの磁気モーメントが生じる。

なお、この解説は一種のヒューリスティクスであって、真の理解のためには量子力学を持ち出す必要がある。
あらゆる物質でこのような電子軌道の変化が起きるが、常磁性や強磁性の物質では対になっていない電子の効果が相対的に大きいため、反磁性的現象は観測できない。

### 常磁性
常磁性の物質には対になっていない電子があり、原子軌道または分子軌道に1つしか電子が存在しない。パウリの排他原理により、1つの軌道を共有する2つの電子は真性（スピン）磁気モーメントが逆向きになっていて、その磁気モーメントによる磁場は相殺される。対になっていない電子では磁気モーメントの向きは自由である。外部から磁場が印加されるとそれらの磁気モーメントは印加された磁場の向きにそろう傾向があり、それによって全体の磁気が強まる。

### 強磁性
強磁性体も常磁性体と同様に対でない電子を持つ。したがって、磁場に置かれたときにそれらの磁気モーメントが一定方向にそろう性質を持つが、同時にエネルギー状態を低く保とうとしてそれぞれの磁気モーメントが互いに揃おうとする傾向がある。そのため、磁場を除いても物質内の電子が同じ向きを維持し続け、永久磁石となり得る。
強磁性物質にはそれぞれキュリー温度またはキュリー点と呼ばれる温度があり、それより高温の状態では強磁性を失う。これは、高温によって原子や分子が乱雑に運動するため、強磁性を発揮するために必要な向きの一致が保てなくなるためである。
磁石などにも使われる強磁性物質としては、ニッケル、鉄、コバルト、ガドリニウム、およびそれらの合金がある。

#### 磁区

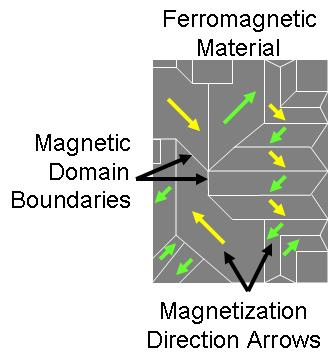
強磁性体の磁区

強磁性物質では個々の原子が持つ磁気モーメントによって、原子が小さな永久磁石のような振る舞いをする。そのため、互いに磁石のように引き付けあって整列し、磁気モーメントが揃った区域を形成する。これを磁区 (magnetic domain) と呼ぶ。磁気力顕微鏡を使うとこの微小な磁区を観察できる。

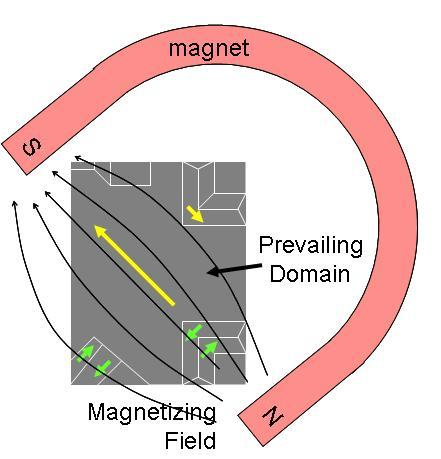
磁石が磁区に及ぼす影響

1つの磁区が大きくなりすぎると不安定になり、逆向きの2つの磁区に分裂する。すると右図のようになり、隣接する磁区がより強固に引き付け合うことになる。
強磁性体を磁場に置くと、左図のように磁区が成長して磁場の方向に揃うようになる。外部磁場を取り除いても、磁区の状態が元に戻らないこともある。そのため強磁性物質は磁化され、永久磁石となる。
十分強力に磁化されると、1つの磁区が支配的となって飽和磁化状態となる。ただし、磁化された強磁性物質を熱してキュリー温度を超えると、分子が揺り動かされて磁区を形成できなくなり、強磁性は失われる。

### 反強磁性

反強磁性の磁気モーメントの配列

反強磁性は強磁性とは異なり、隣接する原子の真性磁気モーメントが互いに反対向き（反平行）になる傾向がある。原子が整列している場合、隣接する原子同士で磁気モーメントは常に反平行となり、反強磁性を示す。反強磁性体は全体として磁気モーメントが相殺されているため、磁場を発生しない。反強磁性は他の磁性に比較するとあまり見られず、主に非常に低い温度で観測される。温度を変化させると反強磁性体は反磁性およびフェリ磁性を示す。
一部の物質では隣接する電子が反平行となるが、それぞれの対はばらばらな向きを向いている。このような物質を「スピングラス」と呼ぶ。これはフラストレーションが生じている例である。

### フェリ磁性

フェリ磁性の磁気モーメントの配列

強磁性体と同様、フェリ磁性体も磁場のない状態で磁化された状態を保持する。しかし反強磁性体と同様、隣接する電子のスピンは反平行となっている。一見すると矛盾する特性を兼ね備えているのは、最適な幾何学的配置において一方向の磁気モーメントが逆方向の磁気モーメントより大きいためである。
天然に産する磁鉄鉱は元々は強磁性体だとみなされていたが、ルイ・ネールがフェリ磁性体であることを発見した。

### 超常磁性
強磁性体あるいはフェリ磁性体が十分小さいとき、ブラウン運動に左右される単一の磁気スピンのように振る舞う。磁場を印加した場合の反応は定性的には常磁性体と類似しているが、定量的にはもっと大きい。

### その他の磁性
- 分子磁石
- メタ磁性
- スピングラス

マグネターと呼ばれる非常に強い磁場を持つ天体も存在すると考えられている。

## 磁気・電気と特殊相対性理論
アインシュタインの特殊相対性理論の帰結として、電気と磁気は根本的に相互に関連していると理解されている。電気を伴わない磁気や磁気を伴わない電気は、ローレンツ力が速度に依存する点から特殊相対性理論と整合しない。しかし、電気と磁気を両方考慮する電磁気学の理論は特殊相対性理論に完全に整合している。従って、ある観察者から見て完全に電気に見える現象や完全に磁気に見える現象が、別の観察者から見れば電気と磁気を両方伴うものに見える可能性があり、電気と磁気は系に依存した相対的なものである。つまり、特殊相対性理論では電気と磁気は1つとなり、分けて考えることができない。

## 磁場と力

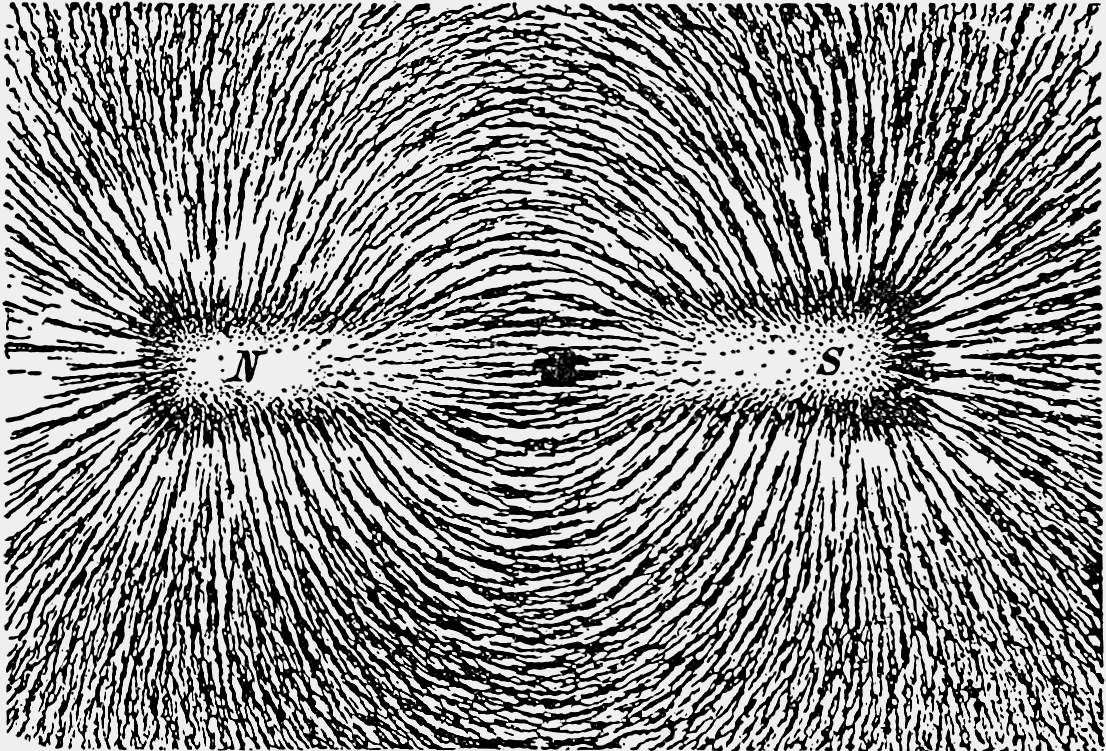
棒磁石の上に紙を置き、その上に砂鉄を撒くと、磁力線が目に見えるようになる。

磁気現象は磁場によってもたらされる。電流または磁気双極子は磁場を生み出し、その磁場内にある他の粒子に磁力が与えられる。
マクスウェルの方程式（定常電流の場合はビオ・サバールの法則に単純化される）は、そういった力を生み出す場の起源とその振る舞いを記述する。電荷を持つ粒子が運動すると（例えば、電子の運動によって電流が流れる場合や原子核の周りを電子が軌道を描いて回る場合）、磁気が現れる。また、磁気は量子力学的スピンによる（電流によるものではない）磁気双極子によっても生じる。
荷電粒子の運動やスピンによる磁気双極子によって磁場が生まれると、磁力も生じる。次の式は運動する荷電粒子についてのものである。
磁場の中を運動する荷電粒子は、以下のベクトル積で表される力 F（ローレンツ力）を受ける。
（ただし、粒子が磁気双極子でもある場合、これ以外の力も受ける。）
{\displaystyle {\vec {F}}=q\,{\vec {v}}\times {\vec {B}}}
ここで、
{\displaystyle q\,} は粒子の電荷、
{\displaystyle {\vec {v}}\,} は粒子の速度ベクトル、
{\displaystyle {\vec {B}}\,} は磁束密度である。
この力は外積なので、粒子の速度と磁場の両方に対して垂直な方向に働く。このため仕事はなされず、磁力は粒子の運動の方向だけを変え、速さは変えない。力の大きさは、v と B の間の角度を {\displaystyle \theta } とすると、次のようになる。
{\displaystyle F=q\,v\,B\sin \theta \,}
力の向きを知るにはフレミング左手の法則が利用でき、電流の向き q v を中指、磁場 B を人差し指で表せば、力 F の方向は親指で表される。
粒子が磁気双極子である場合は、（非一様な）磁場の中で粒子がその速度と垂直でない力を受け速さが変わることもある。

## 電磁気に関する単位

### 磁性に関わる国際単位系
| 名称                   | 記号 | 次元          | 組立                         | 物理量                                     |
| ---------------------- | ---- | ------------- | ---------------------------- | ------------------------------------------ |
| アンペア（SI基本単位） | A    | I             | A                            | 電流                                       |
| クーロン               | C    | T I           | A·s                          | 電荷（電気量）                             |
| ボルト                 | V    | L2 T−3 M I−1  | J/C = kg·m2·s−3·A−1          | 電圧・電位                                 |
| オーム                 | Ω    | L2 T−3 M I−2  | V/A = kg·m2·s−3·A−2          | 電気抵抗・インピーダンス・リアクタンス     |
| オーム・メートル       | Ω·m  | L3 T−3 M I−2  | kg·m3·s−3·A−2                | 電気抵抗率                                 |
| ワット                 | W    | L2 T−3 M      | V·A = kg·m2·s−3              | 電力・放射束                               |
| ファラド               | F    | L−2 T4 M−1 I2 | C/V = kg−1·m−2·A2·s4         | 静電容量                                   |
| ファラド毎メートル     | F/m  | L−3 T4 I2 M−1 | kg−1·m−3·A2·s4               | 誘電率                                     |
| 毎ファラド（ダラフ）   | F−1  | L2 T−4 M I−2  | V/C = kg1·m2·A−2·s−4         | エラスタンス                               |
| ボルト毎メートル       | V/m  | L T−3 M I−1   | kg·m·s−3·A−1                 | 電場（電界）の強さ                         |
| クーロン毎平方メートル | C/m2 | L−2 T I       | C/m2= m−2·A·s                | 電束密度                                   |
| ジーメンス             | S    | L−2 T3 M−1 I2 | Ω−1 = kg−1·m−2·s3·A2         | コンダクタンス・アドミタンス・サセプタンス |
| ジーメンス毎メートル   | S/m  | L−3 T3 M−1 I2 | kg−1·m−3·s3·A2               | 電気伝導率（電気伝導度・導電率）           |
| ウェーバ               | Wb   | L2 T−2 M I−1  | V·s = J/A = kg·m2·s−2·A−1    | 磁束                                       |
| テスラ                 | T    | T−2 M I−1     | Wb/m2 = kg·s−2·A−1           | 磁束密度                                   |
| アンペア回数           | A    | I             | A                            | 起磁力                                     |
| アンペア毎メートル     | A/m  | L−1 I         | m−1·A                        | 磁場（磁界）の強さ                         |
| アンペア毎ウェーバ     | A/Wb | L−2 T2 M−1 I2 | kg−1·m−2·s2·A2               | 磁気抵抗（リラクタンス、英: reluctance）   |
| ヘンリー               | H    | L2 T−2 M I−2  | Wb/A = V·s/A = kg·m2·s−2·A−2 | インダクタンス・パーミアンス               |
| ヘンリー毎メートル     | H/m  | L T−2 M I−2   | kg·m·s−2·A−2                 | 透磁率                                     |

### その他の単位
- ガウス – 磁場（磁束密度）のCGS単位。
- エルステッド – 磁場の強さのCGS単位。
- マクスウェル – 磁束のCGS単位。
- ガンマ (γ) – 地磁気の磁束密度の単位。1ガンマは1ナノテスラに等しい。
- μ0 – 真空の透磁率を表す記号（4π×10−7 N/AT2）

## 生物と磁性
一部の生物は磁場を知覚でき、これを磁覚 (magnetoception) と呼ぶ。医学的治療に磁場を使う Magnetobiology もある。また、生物が磁場を生み出す現象を biomagnetism と呼ぶ。